# 더 마스크드 탤런트
《더 마스크드 탤런트》는 2021년 9월 21일부터 2021년 9월 22일까지 MBC에서 방송된 텔레비전 프로그램이다. 일반인도 참가가 가능하며, 우승자는 복면가왕에 참가할 기회를 얻는다.

## 순위
| 순위        | 이름   | 직업                    |
| ----------- | ------ | ----------------------- |
| 1위         | 안창용 | 보컬 트레이너, 前회사원 |
| Top3(2위)   | 정예원 | 동요가수                |
| Top3(3위)   | 탁송이 | 웨딩싱어                |
| Top6(4위)   | 강지혜 | 주부, 가수              |
| Top6(5위)   | 김현진 | 초등학교 교사           |
| Top6(6위)   | 박형주 | 종합예술인              |
| Top12(7위)  | 김세인 | 취업준비생              |
| Top12(8위)  | 서민경 | 대학원생                |
| Top12(9위)  | 박철수 | 카페 사장               |
| Top12(10위) | 유강하 | 농부                    |
| Top12(11위) | 김한결 | 대학생                  |
| Top12(12위) | 전영호 | 키보디스트, 가수        |